# Bandar Band
Bandar Band ist ein iranisches Roadmovie mit dokumentarischen Elementen aus dem Jahr 2020. Der Film der Regisseurin Manijeh Hekmat feierte auf dem Toronto International Film Festival 2020 Weltpremiere und wurde auf internationalen Festivals gezeigt.

## Handlung
Während der Flutkatastrophe in Chuzestan 2019 verlieren die drei jungen Musiker Mahla, Amir und Navid ihr Zuhause und ihre Existenz. Sie machen sich in einem klapprigen blauen Tourbus auf den Weg nach Teheran, wo sie an einem Folk-Festival teilnehmen wollen und um 18 Uhr erwartet werden. Mahla und Amir sind ein Paar und erwarten ihr erstes Kind. Gitarrist Navid träumt vom internationalen Ruhm und Tourneen durch viele Länder, scheint bisher jedoch noch nie das Land verlassen zu haben.
Die Straßen sind aufgrund des ständigen Regens und des Hochwassers teils unpassierbar und  einige Brücken von den Fluten zerstört. Die drei schaffen es, an Straßensperren vorbeizukommen und bezirzen Polizisten, die sie wegen einer angeblichen Geschwindigkeitsüberschreitung aufhalten wollen. Sie treffen eine befreundete junge Lehrerin, die sich in einem vom Wasser zerstörten Dorf um ihre Schüler kümmert. Sie transportieren Hilfspakete und teilen sie an obdachlos gewordene Dorfbewohner aus. Sie helfen einem Freund, dessen Auto im Schlamm steckengeblieben ist. Seine Eltern mahnen vom Rücksitz aus, die schwangere Malah dürfe „in ihrem Zustand“ nicht reisen. Die drei hören im Bus Musik, rauchen und proben ihren Auftritt. Unterwegs baden und tanzen sie in Wasserpfützen. Sie machen Halt in Navids Heimatdorf, um seine geliebte Konzertgitarre für den Auftritt abzuholen. Auch dieses Dorf wurde jedoch überschwemmt, und die im Wasser treibende, kaputte Gitarre stürzt Navid in eine seelische Krise. Letztlich fahren die drei Musiker aufgrund der vielen Hindernisse ständig im Kreis und kommen nirgends an.

## Rezeption
Im Programm des Zurich Film Festival wurde der Film als „Parabel auf die junge Generation eines Landes die voller Tatendrang ist, aber ständig im Sumpf steckenbleibt“ beschrieben.
Der Cinema Escapist geht auf die Flutkatastrophe aus dem Jahr 2019 ein, die im Film gezeigt wird. Es habe damals wenigstens 70 Tote gegeben, Zehntausende von Menschen hätten ihr Zuhause verloren. Rezensentin Lorna Codrai hebt den „gefühlvollen“ Soundtrack hervor und nennt den Stil des Films „dokumentaresk“.
Die Deutsche Welle schildert, wie die Dreharbeiten des Films von Unwettern und Hochwasser beeinflusst wurden. Ursprünglich sollten die drei jungen Musiker nur „ein paar witzige Abenteuer“ bestehen. Schließlich wurden, wie in einem Dokumentarfilm, reale Ereignisse in die Handlung eingebaut. Dadurch merke man nicht, dass „die Figuren gecastet und die drei Protagonisten eigentlich Schauspieler sind“. Im Film der in ihrem Heimatland renommierten Regisseurin Hekmat würden politische Botschaften nur zwischen den Zeilen angedeutet, die Filmbilder seien mit Metaphern aufgeladen. Auch sei der Film „eine visuelle Ode an die Landschaften im Iran“.
Auf der Website des Cinemalaya Philippine Independent Film Festival wird die Regisseurin zitiert. Ihrer Meinung nach lebten die jungen Menschen im Iran oft in ihren Gedanken und Träumen. Der Kontakt mit der Realität sei für sie dann, wie gegen eine Zementwand zu prallen.

## Auszeichnungen
- 2020: Royal Bengal Tiger Award des Kolkata Film Festivals[4]

- 2021: Netpac Award des Ulsan Ulju Mountain Film Festival[5]